# 8e bataillon de chasseurs à pied rhénan
Pour les articles homonymes, voir 8e bataillon.
Le 8e bataillon de chasseurs à pied rhénan (Rheinisches Jäger-Bataillon Nr. 8 ) est une unité de Jäger de l'armée prussienne. Il est créé en octobre 1815 sous le nom de 2e bataillon de Schützen rhénans (2. Rheinisches Schützen-Bataillon).

## Ouvrage
- (de) Ludwig Weber, Geschichte des Rheinischen Jäger-Bataillons Nr. 8, Berlin, 1880 (lire en ligne).